# Little Cawthorpe
Little Cawthorpe (lit. «Pequeña Cawthorpe») es una villa y parroquia civil en el distrito de East Lindsey, Lincolnshire, Inglaterra. Tiene una población estimada, a mediados de 2020, de 155 habitantes.
Se ubica a casi 1,5 millas (2,4 km) al sudoeste de Legbourne y a 3 millas (5 km) al sudeste de la ciudad de mercado de Louth.
La iglesia de ladrillos de Little Cawthorpe, dedicada a santa Helena de la Cruz, fue construida en 1860 por R. J. Withers para reemplazar la antigua iglesia. Fue declarada en desuso en 1996 por la Diócesis de Lincoln, y es un monumento clasificado de Grado II.
La casa señorial es una pequeña casa de campo hecha de ladrillos. Data de 1673, con algunas alteraciones y adiciones del siglo XX, y es un monumento clasificado de Grado II* . La entrada de la casa está clasificada como Grado II y también data de 1673, aunque las puertas de hierro forjado son del siglo XX.

El pub del pueblo es el Royal Oak, del siglo XVII, localmente llamado "The Splash" (literalmente, "El Salpicón") debido al vado de 200 metros (656,2 pies) en las cercanías del pub. El Club de Golf Kenwick Park está al norte del pueblo.

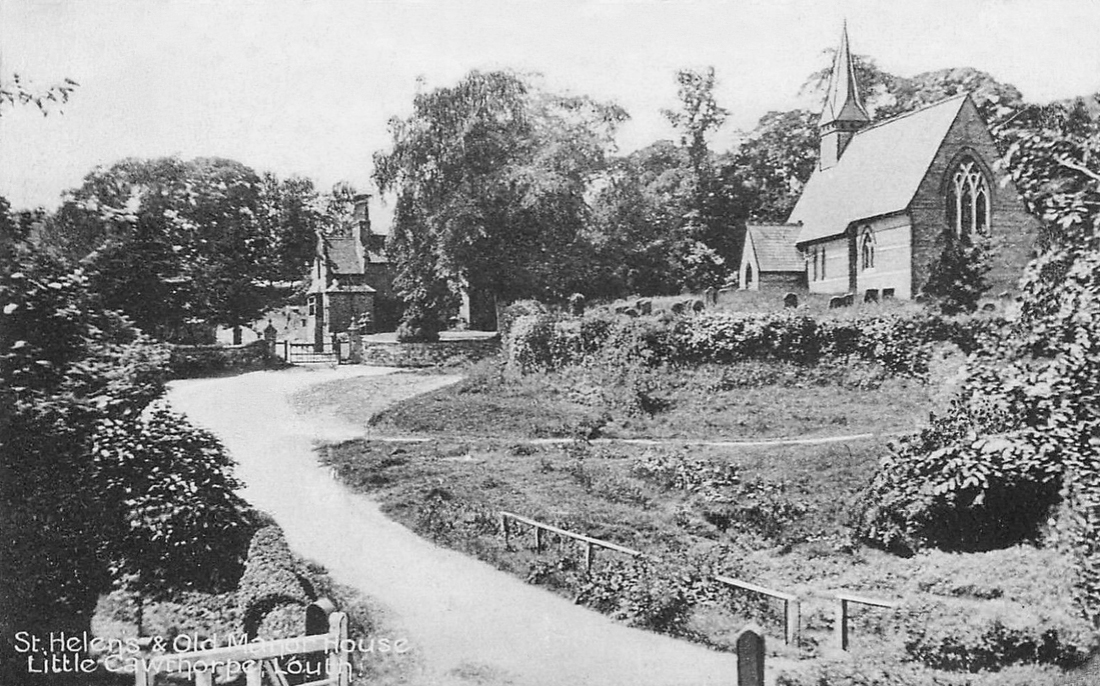
Camino a la Iglesia de santa Elena y la casa señorial, 1916
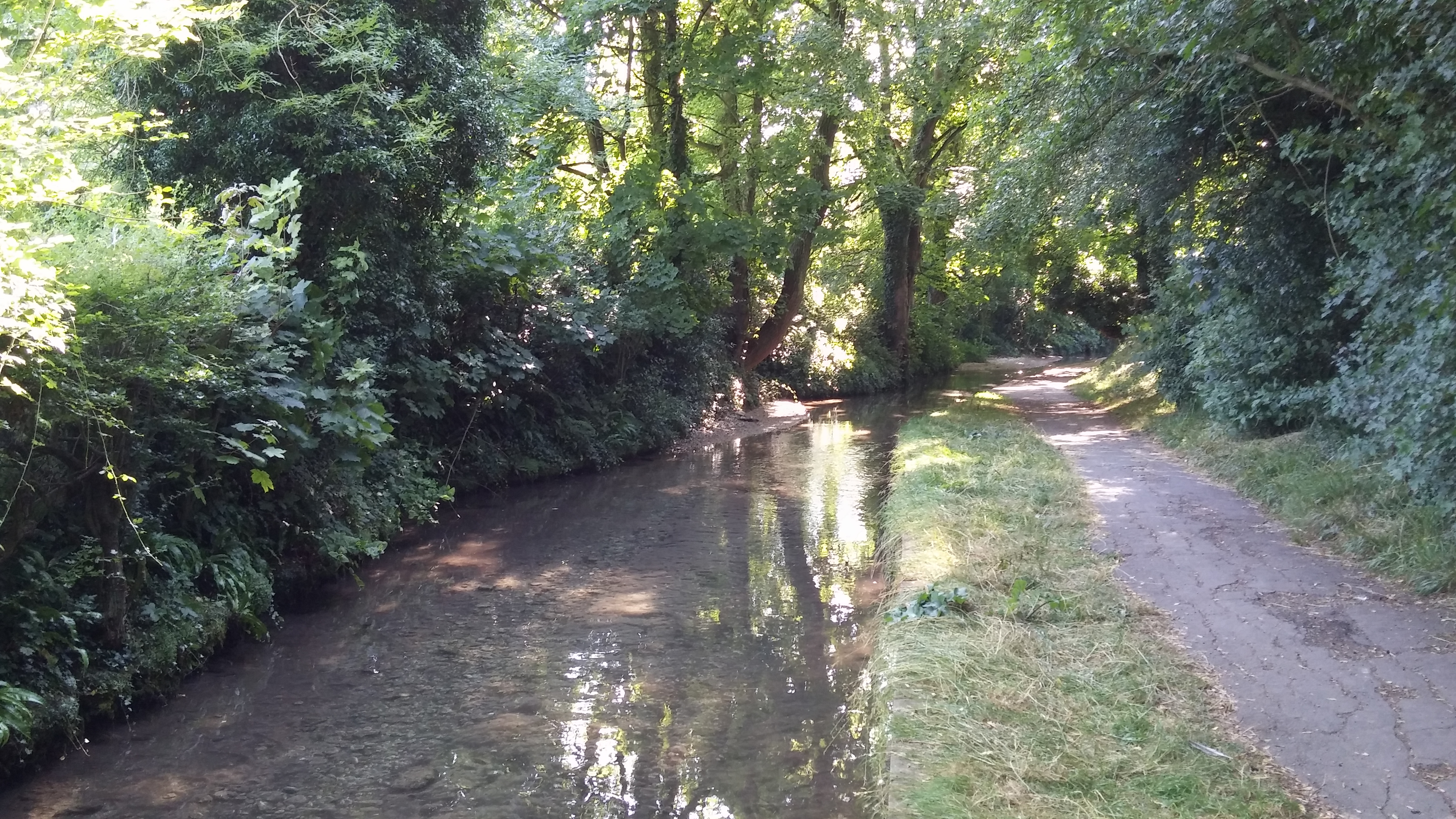
Vado entre Watery Lane y Mill Lane